# Joosje Duk
Joosje Duk (Den Haag, 1 oktober 1994) is een Nederlandse actrice, regisseuse en (scenario)schrijfster.

## Filmografie

### Als actrice

#### Film
Uitgezonderd korte films.
- 2010: Snuf de hond en het spookslot - als Mirjam
- 2010: Snuf de hond en de IJsvogel - als Mirjam
- 2015: Publieke werken - als Johanna Bennemin
- 2015: Humans and Trees - als Wilma

#### Televisie
- 2016: A'dam - E.V.A. - als crècheleidster (aflevering "Chaostheorie")
- 2017: B.A.B.S. - als Freida (aflevering "Layla als Loek")

### Als regisseuse

#### Film
Uitgezonderd korte films.
- 2023: Happy Ending

#### Televisie
- 2018: Gappies (3LAB pilotaflevering)
- 2019: #Fitgirls - (6 afleveringen)
- 2020-2021: Edelfigurant - (8 afleveringen)
- 2024: Máxima - (4 afleveringen)

### Als scenarioschrijfster

#### Film
Uitgezonderd korte films.
- 2023: Happy Ending

#### Televisie
- 2018: Gappies - (3LAB pilotaflevering)
- 2020-2021: Edelfigurant - (8 afleveringen)